# Johann Weidner (Maler)
Johann Weidner (* um 1628; † 1706) war ein deutscher Maler und Zeichner, der unter anderem in Augsburg und Tübingen tätig war.

## Leben
Johann Weidner porträtierte 1649 Daniel Sturm, Johann Martin Rauscher und Johann Wurmser für die Tübinger Professorengalerie, in der seine Gemälde heute noch erhalten sind. Außerdem erstellte er zusammen mit Philipp Kilian (1628–1693) Porträts des Johann Frobenius Ignaz von Waldburg-Zeil und des Doktors der Medizin Lucas Schröck (1620–1689).
1690 erstellte Johann Weidner ein Gemälde des kurz zuvor verstorbenen Johann Christoph von Freyberg als Kopie seines Porträts im Dillinger Schlosses. Er fertigte zudem detaillierte Zeichnungen des Chorgestühls der Augsburger Fuggerkapelle St. Anna.
Weidner hatte einen gleichnamigen Sohn, der Johann Weidner (* 17. Dezember 1671, † 3. Dezember 1735 in Augsburg), der in Jena und Halle ein Studium absolvierte, ehe er 1704 in Augsburg Diakon an der Barfüßerkirche wurde.  1718 wurde dieser Pfarrer an St. Joseph und 1719 an St. Ulrich.

## Gemälde

Porträts in der Tübinger Professorengalerie
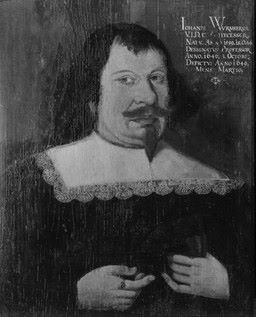
Johann Wurmser 1649
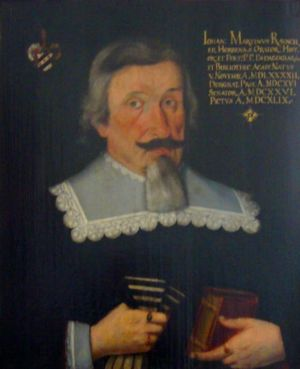
Johann Rauscher 1649
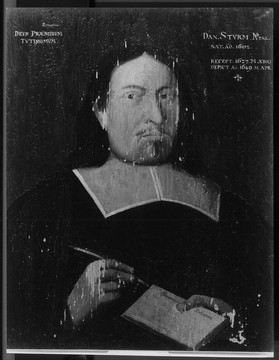
Daniel Sturm 1649